# Janet L. Robinson

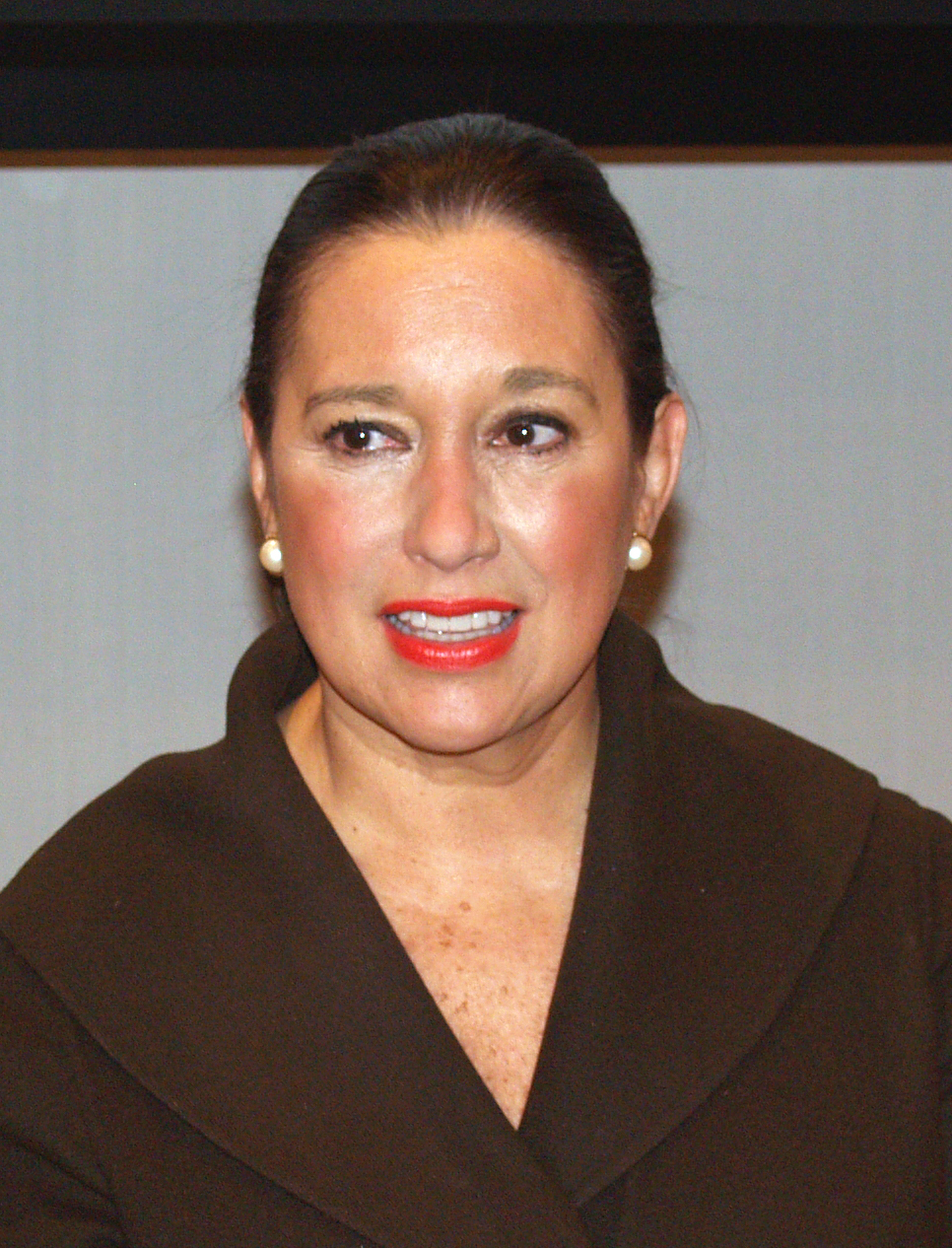
Janet Robinson (2008)

Janet L. Robinson (* 11. Juni 1950 in Fall River, Massachusetts) ist eine US-amerikanische Managerin und ehemalige Vorstandsvorsitzende (Chief Executive Officer) der New-York-Times-Company.

## Karriere
Nach ihrem Studium am Salve Regina College, Newport (Rhode Island), arbeitete sie zunächst als Lehrerin, bevor sie ab 1983 für die NYT-Company tätig wurde. Nach mehreren Zwischenstationen wurde sie im Februar 2004 Chief Operating Officer ihres Geschäftsbereiches sowie eine der Vizepräsidentinnen des Gesamtkonzerns. Am 27. September 2004 stieg sie an die Spitze des Gesamtkonzerns auf und war bis Dezember 2011 dessen Präsidentin und Vorstandsvorsitzende.
In der Forbes-Liste-der einflussreichsten Frauen der Welt ist Janet L. Robinson regelmäßig vertreten, so war sie z. B. im Jahr 2007 auf Platz 45 gelistet. Ihr Einkommen betrug 2010 ca. 5,3 Mio. USD.